# 라이트로 일룸
라이트로 일룸(Lytro illum)은 라이트로 사의 40메가레이 라이트필드 디지털 카메라이다. 2015년 3월31일에 한국 정식 출시되었다.

## 기능

### 촬영 후 초점, 시점 변환
라이트 필드 기술을 사용해 촬영 후 초점변환이 가능하다. 라이트필드 기술은 물체에서 발산하는 광선의 분포를 재현하는 기술이다. 기존의 사진 기술은 CMOS 등의 이미지 센서로 오직 빛의 색상과 세기만을 기록하기 때문에 빛의 위상 정보는 손실된다. 즉 어느 한 시점에서 본 물체의 단면만을 기록할 수 있다. 반면 라이트필드 기술은 입사된 광선의 방향에 따라 이미지 센서의 서로 다른 픽셀들에 나누어 기록되도록 한다. 기존의 방식으로 촬영된다면 같은 픽셀에 떨어져 구불할 수 없는 빛이 구분 가능하게 되는 것이다. 이렇게 얻은 입사광선의 방향정보는 촬영된 물체들의 거리 정보로 변환되어 물체의 입체적인 정보를 얻을 수 있기에, 라이트 필드 기술은 3차원 공간 정보를 기록 및 재생하는 기술이라고 할 수 있다. 이러한 기술을 바탕으로 촬영한 데이터는 촬영 후에도 초점, 피사체 심도를 바꿀 수 있고 약간이지만 시점까지 조정할 수 있다.
촬영은 뷰파인더 없이 후면의 LCD스크린을 통해서 이루어지고, 촬영 후 터치스크린 조작으로 초점을 변화시킬 수 있다.

### 동영상 제작
라이트로 일룸으로 찍은 사진은 일반적인 이미지와는 다른 확장자인 Light Field RAW Format (.lfr)으로 저장되고, 라이트로 사의 홈페이지에서 받을 수 있는 전용 프로그램으로 편집이 가능하다. 앞서 설명한 초점, 심도 변환 외에도 초점을 변화시켜 나가는 모습을 동영상으로 제작할 수 있다.

## 비판
빛을 받아들이는 라이트 필드 센서의 해상도는 4000만 배열(40megaray)이지만 이를 2D로 변환시킨 사진의 해상도는 400만 화소이다. 다른 최신 디지털 카메라가 약 2000만 화소인 것에 비하면 매우 낮은 해상도이다. 매우 특수한 기능을 가진 카메라라는 것을 고려해야 겠지만, 일반적인 2D 사진을 원하는 사용자에게는 불만족스러울 만한 화질이다.
물리적인 버튼이 적고 대부분의 조작이 후면의 LCD 터치스크린을 통해 이루어지는 것도 호불호가 갈릴 요소다.
그 외에 캐논 같은 전문적인 카메라 업체의 제품에 비해 가방, 필터 등의 부속품이 부족하다는 의견이 있다.